# Nelida Faldín
Nélida Faldín Chuve (San Antonio de Lomerío, 1980) es una líder indígena Chiquitana, asambleísta departamental de Santa Cruz por el pueblo chiquitano en las gestiones 2010-2015 y 2021-2026, y ex asambleísta constituyente (2006-2007).

## Biografía
Faldín inició su vida política orgánica en la Central Indígena Originaria de Comunidades de Lomerío (CICOL), organización en el que ejerció diversos cargos, entre ellos la Secretaría de Tierra y Territorio. En este cargo, Faldín recibió el mandato de hacer seguimiento al proceso de saneamiento del Territorio Indígena de Monte Verde, así como informar a las comunidades sobre el avance de la demanda de convocatoria a Asamblea Constituyente que instauraron durante la IV Marcha Indígena de 2002.
Faldín es, hasta el momento, la única mujer que ejerció como Cacique General de la CICOL.
En 2006, con 26 años, Nélida Faldín fue electa como asambleísta constituyente por la Circunscripción 57 por las provincias Ñuflo de Chávez y Guarayos, donde integró la Comisión de Organización y Estructura. La decisión de postularla como asambleísta se dio en una asamblea orgániza de la CICOL.
En 2010 fue electa para ejercer como Asambleísta Departamental de Santa Cruz, como representante de la Organización Indígena Chiquitana (OICH), cargo en el que fue nuevamente electa en 2020. 